# 尤尼弗斯蒂 (佛羅里達州希爾斯波羅縣)
尤尼弗斯蒂（英語：University）是位於美國佛羅里達州希爾斯波羅縣的一個人口普查指定地區。

## 地理
尤尼弗斯蒂的座標為28°04′11″N 82°26′14″W / 28.06972°N 82.43722°W，而該地最高點為海拔高度14米（即45英尺）。

## 人口
根據2010年美國人口普查的數據，尤尼弗斯蒂的面積為17.30平方千米，當中陸地面積為16.60平方千米，而水域面積為0.70平方千米。當地共有人口41163人，而人口密度為每平方千米2,379人。